# Atimura laosica
Atimura laosica es una especie de escarabajo del género Atimura, familia Cerambycidae. Fue descrita científicamente por Breuning en 1968.
Se distribuye por Laos. Posee una longitud corporal de 7 milímetros. El período de vuelo de esta especie ocurre únicamente en el mes de enero.